# 卡里姆·贝拉拉比
卡里姆·贝拉拉比（德語：Karim Bellarabi，1990年4月8日—）是一位德国足球运动员，在场上司职前锋。他同时持有摩洛哥国籍。

## 俱乐部生涯

### 童年
贝拉拉比出生于前西德的西柏林，并在不来梅的贫民区中长大，其父亲是一位加纳人，母亲则来自摩洛哥。他于6岁时加入不来梅附近的胡希廷足球俱乐部（FC Huchting），并在该俱乐部的7岁以下少年队开始足球生涯，在场上司职前锋。随后，他又为云达不来梅青年队效力了6年，再于2004年转会至奥伯诺兰青年队。

### 布伦瑞克
至2008年，由于在代表奥伯诺兰的7场比赛中射入3球，贝拉拉比得到了当时任职布伦瑞克青年队主教练托尔斯滕·李卜克内西的关注。此后不久，贝拉拉比得以转投布伦瑞克青训营，并首先效力于U-19及U-23年龄段的梯队。自2009年5月23日起，他开始进入布伦瑞克的一线队参赛。他为布伦瑞克射进的首个入球发生在2010年8月21日，于德国足球丙级联赛对阵韦恩威斯巴登的比赛中。

### 勒沃库森
在2011/12赛季，贝拉拉比加盟了德国足球甲级联赛球队勒沃库森。由于在此前一个赛季的德丙联赛第36轮中遭受了严重的脚踝关节囊及韧带损伤，因此当贝拉拉比完成康复治疗后，他已经身处于新东家勒沃库森了。2012年3月3日（第24轮），贝拉拉比在勒沃库森主场面对拜仁慕尼黑的比赛中，于第90分钟将比分改写为2比0，从而射入其在德甲的首球。他在欧洲赛场上的首次亮相是2011/12赛季欧洲冠军联赛，在勒沃库森客场以1比7不敌巴塞罗那的四分之一决赛中于下半场替补出战。
至2013/14赛季，贝拉拉比被租借回刚升入德甲的老东家布伦瑞克。同时他与勒沃库森的合同也被延长至2015年6月30日止。在租借期满后，重返勒沃库森的贝拉拉比便在2014年8月23日客场对阵中多特蒙德的2014/15赛季德甲联赛首轮比赛中，于开场第9秒便射入一球，从而创造了德甲联赛历史上单场最快的进球纪录。

## 国家队生涯
2010年10月7日，贝拉拉比首次代表德国20岁以下国家足球队参赛。在这场于在海登海姆对阵瑞士的比赛中，他于下半场替补亮相，并帮助德国以2比0战胜对手。他共代表德国U20青年队上阵4次，其中包括2011年2月9日于奥伯豪森以3比1战胜意大利的比赛，并取得1粒入球。他在该年龄段国家队参加的最后一场比赛是2011年3月24日于科特布斯以1比1战平波兰。
2012年8月9日，贝拉拉比首次获得德国21岁以下国家足球队的征召，以备战在美因河畔奥芬巴赫对阵阿根廷的友谊赛。在这场于8月14日举行的比赛中，他于第58分钟替换塞巴斯蒂安·波尔特完成首秀，尽管没有取得入球，但德国队还是以6比1大胜。在2012年10月16日于卢塞恩以3比1战胜瑞士后，贝拉拉比与球队共同获得了在次年举行的歐洲U-21足球錦標賽参赛资格，但这也是他代表该年龄段国家队参加的最后一场比赛。当时的德国U21青年队主教练莱纳·阿德里翁并没有将他召入决赛圈的大名单中。
作为加纳人及摩洛哥人的儿子，以及从未入选过成年组德国国家足球队，贝拉拉比仍然保有为其父母原籍国的国家队参赛的资格。